# Casimir Barrière-Flavy
Casimir Barrière-Flavy, né  à Toulouse le 21 mars 1863 et mort  le 23 juin 1927 dans la même ville, est un avocat, historien et châtelain de Puydaniel près d’Auterive (Haute-Garonne).

## Biographie
D'une famille ariégeoise, Il est connu pour ses nombreux travaux d’érudition. Il est un des pères de l’archéologie mérovingienne dans le Sud-Ouest de la Gaule. Il fut membre de la Société archéologique du Midi de la France à Toulouse.

## Publications
- La baronnie de Miglos : étude historique sur une seigneurie du haut comté de Foix, 1894, BN 38828199
- Sur les armes franques trouvées au lieu de la Unarde, BN 38844716
- La baronnie de Calmont en Languedoc, BN 38885970,  (ISBN 2-84149-085-8)
- Casimir Barrière-Flavy, Étude sur les sépultures barbares du Midi et de l'Ouest de la France : Industrie wisigothique, Toulouse, Edition Privat, 1892-1893, 379 p. (lire en ligne)
- Les arts industriels des peuples barbares de la Gaule du Ve au VIIIe siècle, 1901
- Histoire de la ville et de la châtellenie de Saverdun dans l'ancien comté de Foix, BN 34130390, BN 34605781, BN 40945115
- La Chronique criminelle d’une grande province sous Louis XIV, Éditions Occitania, Paris, 1926, BN 34102056[2]